# Pombo-imperial-fúnebre
O pombo-imperial-fúnebre (Ducula whartoni) é uma grande espécie do gênero Ducula, endêmico da Ilha Christmas, no nordeste do Oceano Índico. Possui uma coloração geral cinza-azulada, com filhotes menos brilhantes que os adultos. Emite um suave som de arrulho e um whoo mais grave, comparável ao mugido de uma vaca. Põe um único ovo branco brilhante por ninhada e pode ser parcialmente colonial.
Além do morcego-frugívoro-da-Ilha-Christmas, o pombo-imperial-fúnebre é o único animal frugívoro da ilha, alimentando-se e nidificando no denso dossel. Habita principalmente o planalto tropical interior e florestas de Muntingia calabura não nativas. Anteriormente, acreditava-se que estava ameaçado de extinção devido à perda de habitat e espécies invasoras, especialmente a formiga Anoplolepis gracilipes. Contudo, é agora considerado comum, com uma população reprodutiva de cerca de 5.000 indivíduos.

## Taxonomia
O pombo-imperial-fúnebre foi descrito pelo ornitólogo inglês Richard Bowdler Sharpe em 1887, com base em um macho adulto coletado pelo Capitão John Maclear [en] do HMS Challenger. O nome científico whartoni homenageia o almirante britânico Sir William Wharton. Não está claro como Sharpe e Wharton estão relacionados, mas Wharton tornou-se Membro da Royal Society no ano anterior, o que pode ter influenciado Sharpe. Sharpe classificou-o inicialmente no gênero extinto Carpophaga. Em 1933, o zoólogo inglês Frederick Nutter Chasen considerou o pombo-imperial-fúnebre uma subespécie do pombo-imperial-de-cabeça-rosada como D. rosacea whartoni. Em 1937, o ornitólogo americano James Lee Peters sinonimizou Carpophaga com Ducula e discordou de Chasen, classificando o pombo-imperial-fúnebre como uma espécie distinta, D. whartoni.
É uma espécie do gênero Ducula, amplamente distribuída pela Oceania, mas o único pombo-imperial no Oceano Índico. Suas afinidades não são claras. Pode ser incluído no complexo específico do pombo-imperial-verde, junto com Ducula pistrinaria, Ducula pickeringii e Ducula rosacea, este último por vezes considerado sinônimo do pombo-imperial-fúnebre.

## Descrição
Um macho adulto mede, em média, 435–470 mm, e fêmeas, 440–460 mm. A asa dos machos tem, em média, 250–264 mm, e das fêmeas, 231–258 mm. O peso médio dos machos varia de 383 a 700 g, e das fêmeas, de 406 a 575 g. É relativamente grande para um pombo-imperial, mas de constituição leve.
Possui coloração geral cinza-escura, com penas mais escuras na parte superior e mais claras no peito e ventre, com um tom borgonha. O bico é preto, com uma estreita faixa branca na base da mandíbula superior. A cor dos olhos varia de amarelo a laranja. A nuca e o dorso apresentam um brilho verde-oleoso. As pontas das asas têm brilho azul-esverdeado, sendo cinza-acastanhadas na base. A cauda tem pontas largas marrom-esverdeadas com aparência escalopada, e as pernas e a parte inferior da cauda possuem penas marrom-avermelhadas. Os pés são roxo-avermelhados.
Os filhotes são semelhantes aos adultos, mas com coloração mais opaca, sem o brilho verde-oleoso do dorso inferior às coberteiras da cauda, com peito e ventre marrons, coroa cinza opaca e pés cinza-acastanhados. A cor dos olhos é marrom-escura.
O pombo-imperial-fúnebre emite um arrulho suave ou gorgolejante e um som grave whoo ou croo-croo-croo, comparado a um mugido distante de vaca. Às vezes, produz sons altos de batidas com as asas, mas é silencioso durante o voo.

## Reprodução
Os machos realizam uma exibição de cortejo, o "arrulho de poleiro". O macho infla ligeiramente o peito, pressiona o bico contra ele, mantém as asas fechadas e emite um coo alto antes de abaixar o corpo quase horizontalmente, repetindo esse movimento ritmicamente.
O pombo-imperial-fúnebre constrói ninhos no denso dossel florestal. Um ninho observado tinha 200 mm de diâmetro, 60 mm de espessura e era feito de galhos secos, a 8 m do solo, em uma Leucaena leucocephala não nativa. O pico da temporada de reprodução pode ser de novembro a abril. A temporada reprodutiva vai de agosto a abril, com predominância entre novembro e março, e a espécie pode ser parcialmente colonial. Põe um ovo por ninhada, raramente dois, e pode ter duas ninhadas por ano.
Um filhote observado, provavelmente com 10–13 dias, media 200 mm, com penas coberteiras e secundárias em desenvolvimento e primárias emergindo. Aos 22 dias, parecia um adulto pequeno, mas com restos de penugem no peito e ventre, pés e íris marrons e plumagem mais opaca. Tornou-se apto a voar ao atingir 70% do tamanho adulto, entre 24–27 dias, permanecendo dependente dos pais por mais 17 dias. O filhote era alimentado por 5 a 15 minutos, cutucando a garganta do progenitor e inserindo o bico por cerca de 12 segundos, duas vezes por minuto. A alimentação ocorria entre 9h e 10h da manhã, mas provavelmente também à noite. Fora da alimentação, ficava sozinho no ninho, mas podia ser acompanhado à noite.
Um ovo coletado em 1914 era elíptico, branco, levemente brilhante, medindo 41,1 x 29,8 mm.

## Habitat e distribuição

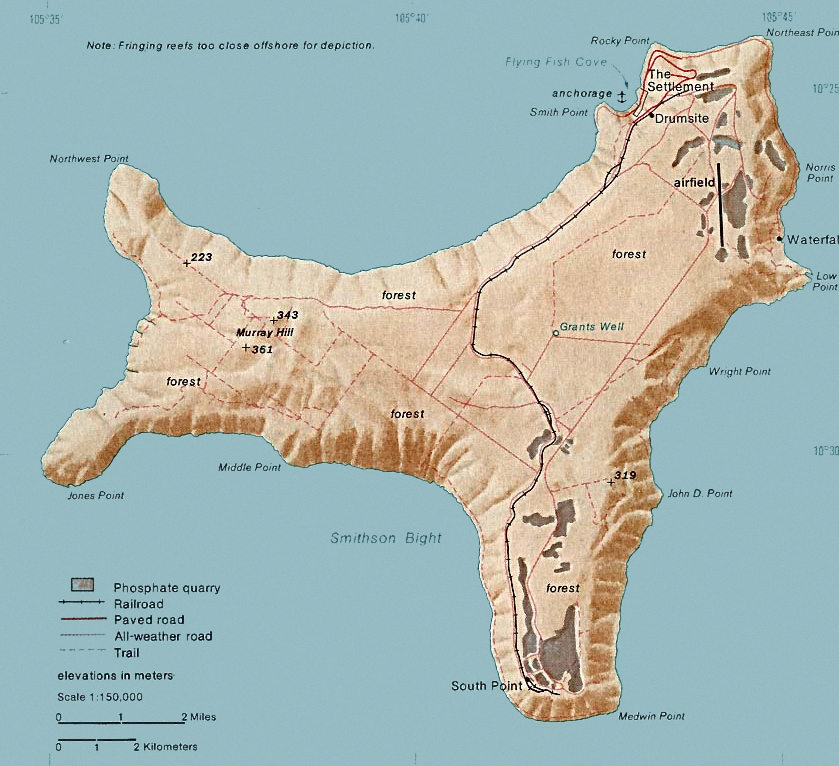
Mapa da Ilha Christmas.

A espécie é endêmica da tropical Ilha Christmas, com 135 km², no leste do Oceano Índico. Predomina no planalto perene interior, mas está presente em toda a ilha. Cerca de um terço da ilha foi desmatado para mineração de fosfato, mas árvores de Muntingia calabura introduzidas recolonizaram muitas áreas.
Foi introduzido nas Ilhas Coco (provavelmente Horsburgh Island [en]) entre novembro de 1888 e agosto de 1890, com o último avistamento em 1906.

## Ecologia

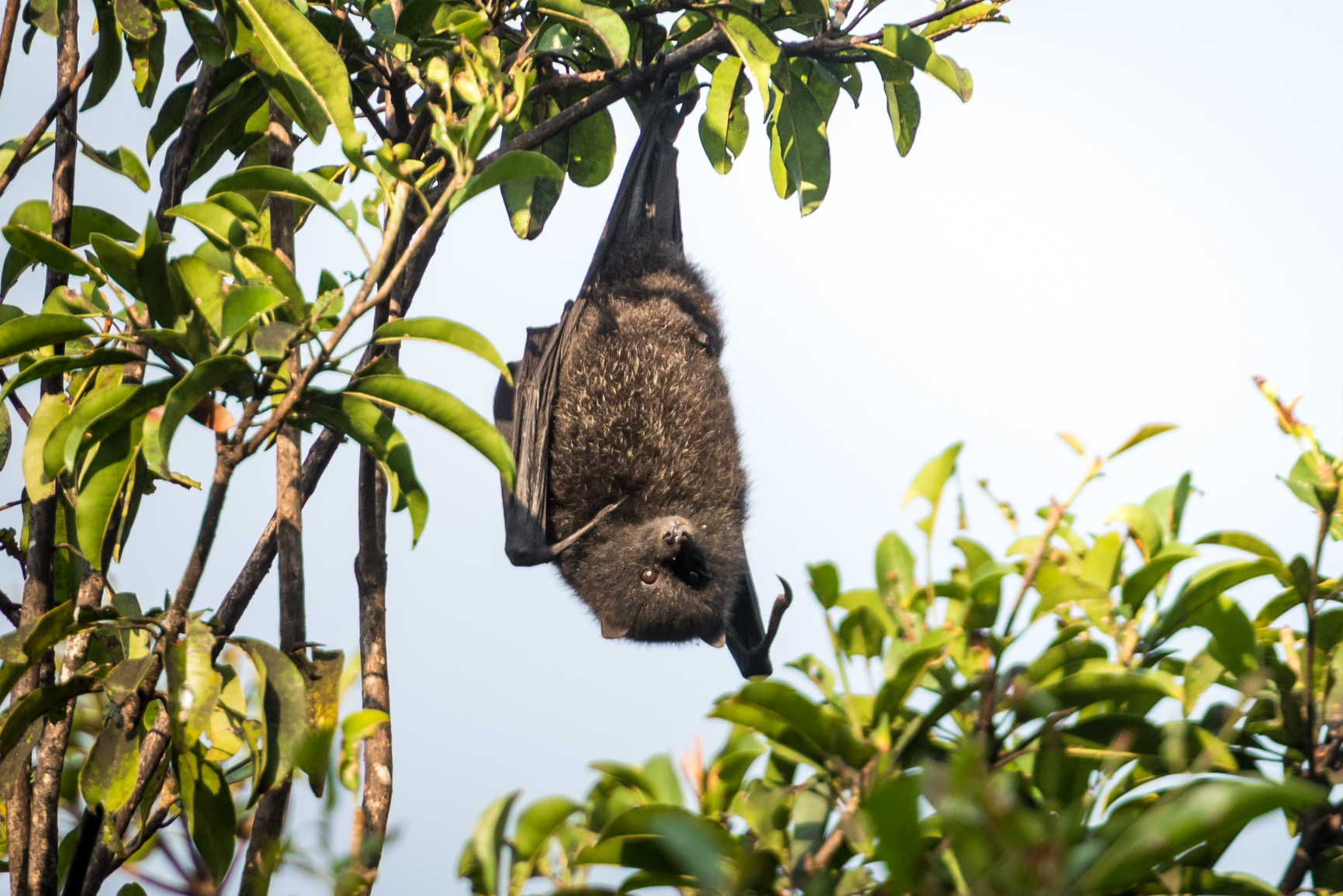
O morcego-frugívoro-da-Ilha-Christmas é o outro principal frugívoro da ilha.

O pombo-imperial-fúnebre e o morcego-frugívoro-da-Ilha-Christmas são os únicos grandes animais frugívoros da ilha. Assim, o pombo desempenha um papel crucial na dispersão de sementes, engolindo sementes inteiras que permanecem intactas (pombos-imperiais podem esticar a base da mandíbula para consumir alimentos maiores). Alimenta-se de plantas com sementes menores, como Celtis timorensis [en], figueira-comum, Melia azedarach, Syzygium nervosum [en], Tristiropsis acutangula [en] e a introduzida Muntingia calabura. Esta última tornou-se uma fonte alimentar importante, com avistamentos de centenas de pombos onde a planta é comum.
Alimenta-se em bandos no dossel, em árvores isoladas ou arbustos, e desce para beber em fontes ou poças. Também foi observado alimentando-se sozinho ou em pares. Embora frugívoro, consome repetidamente folhas de Carica papaya introduzida (folívoro), possivelmente devido à escassez de frutas na ilha ou, menos provavelmente, por razões terapêuticas. O pico de forrageamento ocorre antes do anoitecer.
O falcão Tachyspiza fasciata natalis [en] foi observado predando um filhote de pombo-imperial-fúnebre.

## Conservação
O pombo-imperial-fúnebre é classificado como pouco preocupante pela Lista Vermelha da IUCN e não é protegido pelo Estatuto de Proteção Ambiental e Conservação da Biodiversidade de 1999 da Austrália, pois, embora sua população moderadamente pequena seja restrita a uma ilha, parece estável, sem indícios de declínio significativo. É possível que a população tenha flutuado desde a colonização da ilha em 1888 até os anos 1970, com relatos de leve declínio. Em 1975, o ornitólogo Gerard Frederick van Tets [en] estimou a população total entre 20 e 200 aves. Um levantamento de 2000 estimou 1.000 indivíduos reprodutores, prevendo um declínio de 80% nos 12 anos seguintes devido à invasora formiga Anoplolepis gracilipes, o que tornaria a espécie em perigo crítico. Por outro lado, um levantamento de 2003 estimou 35.000–66.000 indivíduos. A União Internacional para a Conservação da Natureza (IUCN) lista a população como 5.000 indivíduos maduros, sendo considerada comum, sem grandes preocupações de declínio.

### Ameaças
Historicamente, a caça foi a principal ameaça ao pombo-imperial-fúnebre, e o plantio de Muntingia calabura ao longo das estradas facilitou a caça, mas a prática foi proibida em 1977.
Um levantamento de 1994 revelou que a dieta de gatos ferais consistia principalmente de pombo-imperial-fúnebre, morcego-frugívoro-da-Ilha-Christmas e ratos invasores.
Embora não haja evidências quantitativas, há relatos anedóticos de formigas Anoplolepis gracilipes atacando aves ou perturbando ninhos. Infestações de insetos da superfamília Coccoidea, causadas pela relação mutualística com as formigas, impactaram negativamente o dossel e, a longo prazo, podem comprometer a saúde do habitat. A redução da população de caranguejo-vermelho [en] devido às formigas permitiu a germinação de plantas que seriam consumidas pelos caranguejos, o que pode alterar drasticamente a estrutura florestal.
A população de formigas Anoplolepis gracilipes é controlada com iscas contendo o inseticida fipronil. Levantamentos de primavera de 2002 e outono de 2003 indicaram redução das populações de pombos-imperiais em áreas com iscas, embora isso possa refletir diferenças sazonais de habitação. A ingestão de fipronil pode afetar o comportamento alimentar, a reprodução e a viabilidade dos ovos em outras aves a longo prazo.